# ГЕС Банг-Ланг (Паттані)
ГЕС Банг-Ланг (Паттані) — гідроелектростанція на крайньому півдні Таїланду (Малайський півострів), яка використовує ресурс із річки Паттані (басейн Сіамської затоки).
У межах проєкту річку перекрили земляною/кам'яно-накидною греблею висотою 85 метрів, довжиною 430 метрів та товщиною по гребеню 10 метрів, яка утворила водосховище з об'ємом 1144 млн м3.
У пригреблевому машинному залі розташовані три турбіни типу Френсіс потужністю по 24 МВт, які при напорі у 58 метрів забезпечують виробництво 200 млн кВт·год електроенергії на рік.